# 藍尾箱魨
藍尾箱魨為輻鰭魚綱魨形目鱗魨亞目箱魨科的其中一種，為亞熱帶海水魚，分布於西印度洋區，從紅海至波斯灣海域，體長可達15公分，棲息於珊瑚礁區，通常獨居，屬雜食性，以藻類、珊瑚、浮游生物、甲殼類等為食，可做為觀賞魚，當受到高度壓力或死亡時會釋放這種毒素，可能會毒死水族箱中的所有生物。

## 扩展阅读
維基物種上的相關：藍尾箱魨